# Hacıköy, Gürpınar
Hacıköy là một xã thuộc thành phố Gürpınar, tỉnh Van, Thổ Nhĩ Kỳ. Dân số thời điểm năm 2011 là 586 người.